# The South African Mines
The South African Mines è un cortometraggio muto del 1914. Non si conosce il nome del regista del documentario girato in Sudafrica.

## Produzione
Il film - che venne girato in Sudafrica, a Johannesburg, Kimberley e Pretoria - fu prodotto dalla Edison Company.

## Distribuzione
Distribuito dalla General Film Company, il film - un breve documentario di 150 metri - uscì nelle sale cinematografiche USA il 26 agosto 1914. Nelle proiezioni, veniva programmato con il sistema dello split reel, accorpato in un'unica bobina con un altro cortometraggio prodotto dalla Edison, la commedia Buster and His Goat.